# Laconia-Befehl
Der Laconia-Befehl (Triton Null) verbot U-Booten der deutschen Kriegsmarine jegliche Versuche, Schiffbrüchige versenkter gegnerischer Schiffe zu retten. Er wurde am 17. September 1942 vom Befehlshaber der U-Boote Admiral Karl Dönitz erteilt. Vorangegangen war die Torpedierung der Laconia vor der Küste Westafrikas durch ein deutsches U-Boot und die anschließende Rettungsaktion für Schiffbrüchige durch deutsche und italienische U-Boote, die dabei von Bombern der United States Army Air Forces angegriffen wurden.

## Der Wortlaut des Laconia-Befehls
1. Jeglicher Rettungsversuch von Angehörigen versenkter Schiffe, also auch Auffischen von Schwimmenden und Anbordgabe auf Rettungsboote, Aufrichten gekenterter Rettungsboote, Abgabe von Nahrungsmitteln und Wasser, haben zu unterbleiben. Rettung widerspricht den primitivsten Forderungen der Kriegführung nach Vernichtung feindlicher Schiffe und Besatzungen.
2. Befehle über Mitbringung Kapitäne und Chefingenieure bleiben bestehen.
3. Schiffbrüchige nur retten, falls Aussagen für Boot von Wichtigkeit.
4. Hart sein. Daran denken, dass der Feind bei seinen Bombenangriffen auf deutsche Städte auf Frauen und Kinder keine Rücksicht nimmt.

## Vorgeschichte
Der Laconia-Befehl war die Reaktion der deutschen U-Bootführung auf die Erfahrungen, die im Verlauf der Versenkung des britischen Truppentransporters Laconia und im Zuge der anschließenden Bergung der alliierten Schiffbrüchigen und italienischen Kriegsgefangenen durch deutsche U-Boote im September 1942 gemacht wurden.

### U-Bootgruppe Eisbär
Im Sommer des Jahres 1942 war an der amerikanischen Küste das Geleitzugsystem weiträumig etabliert, sodass die Erfolgschancen der deutschen U-Boote sich in diesem Seegebiet verringerten. Gleichzeitig nahm der Umfang des Seeverkehrs entlang der afrikanischen Westküste zu, wobei sich die Schiffe jeweils vor Kapstadt sammelten. Daher leitete der BdU Karl Dönitz für den Herbst 1942 einen Angriff auf den Schiffsverkehr entlang der afrikanischen Küste ein. Die hierbei zum Einsatz kommenden großen U-Boote des Typs IX-C benötigten die Unterstützung durch ein Tank-U-Boot, eine sogenannte Milchkuh. Zwischen dem 16. und dem 20. August liefen mit U 68, U 156, U 159, U 172 und U 504 fünf IX-C Boote und ein Typs IX D2 von den Marinestützpunkten der nordfranzösischen Atlantikküste in Richtung Afrika aus. Vier dieser Boote wurden mit dem Codenamen U-Bootgruppe Eisbär bezeichnet. Sie sollten in dem etwa 6000 sm entfernten Seegebiet um Kapstadt Angriffe gegen den alliierten Schiffsverkehr vornehmen. Am 18. August lief zudem das Versorgungs-U-Boot U 459 von Saint-Nazaire aus, um sich 500 sm südöstlich von St. Helena zu positionieren und dort die Boote der U-Bootgruppe Eisbär zu versorgen. Auf dem Weg zum Treffpunkt war den U-Booten der Angriff auf lohnende Ziele bis zur Küste von Gabun gestattet. Danach hatten Attacken zu unterbleiben, um die Unternehmung als Ganzes nicht zu gefährden.

### Versenkung derLaconia

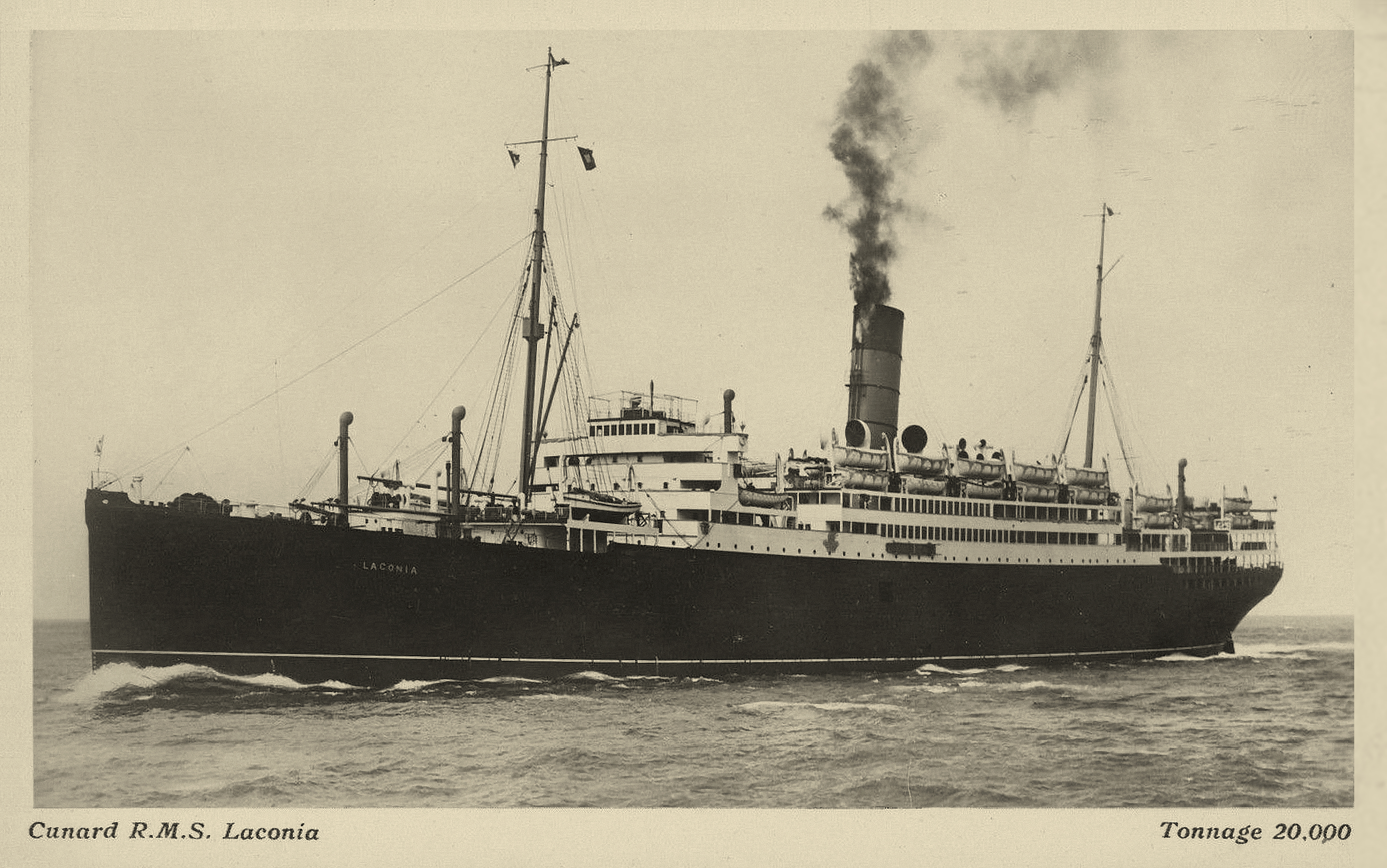
Die Laconia

Am Morgen des 12. September 1942 befand sich U 156 vor der westafrikanischen Küste zwischen Liberia und Ascension auf dem Weg in Richtung Kapstadt. Der Kommandant, Korvettenkapitän Werner Hartenstein, entdeckte das große britische Passagierschiff Laconia, das als Truppentransporter verwendet wurde, aber auch Passagiere und Kriegsgefangene an Bord hatte. Das Schiff war nach dem den Deutschen vorliegenden Handbuch der bewaffneten britischen Schiffe mit 14 Geschützen ausgestattet. Spätere Angaben des Artillerieoffiziers der Laconia offenbarten, dass das Schiff tatsächlich mit acht Geschützen, darunter 15-cm-Kanonen zum Einsatz gegen gegnerische Schiffe, sowie Flugabwehr-Geschützen armiert war. Zudem verfügte die Laconia über Wasserbombenwerfer und ASDIC-Geräte zur Bekämpfung von U-Booten. Hartenstein verfolgte die Laconia für einige Stunden in großem Abstand bis zum Anbruch der Dunkelheit, erst dann ließ er U 156 zum Überwasserangriff aufschließen. Um 22:07 Uhr griff Hartenstein die Laconia erfolgreich mit Torpedos an. Einer der beiden Torpedos traf den Dampfer am Bug, der andere detonierte mittschiffs.
Die Laconia übermittelte die folgende Nachricht:
“SSS SSS 0434 South / 1125 West Laconia torpedoed”
(Achtung von U-Boot angegriffen, geographische Lage, Laconia torpediert).
Vier Minuten später setzte die Laconia eine weitere Meldung ab, aber keine der beiden wurde von den Alliierten empfangen.
Als das Schiff zu sinken begann, ließ er sein Boot an die Laconia heranfahren, da er hoffte, die leitenden Schiffsoffiziere gefangen nehmen zu können. Dabei sah er mehr als 2000 Menschen im Wasser um ihr Leben kämpfen. Die 19.680 Tonnen große Laconia hatte nicht nur die reguläre Besatzung von 136 Mann – wobei der Kapitän Rudolph Sharp mit dem Schiff unterging – sondern auch 268 britische Soldaten sowie 1809 italienische Kriegsgefangene und als deren Bewachung 103 polnische Soldaten an Bord gehabt. Zudem waren über 300 Passagiere an Bord, unter diesen 80 Frauen und Kinder. Das Schiff hatte zwar genug Rettungsboote zur Sicherung aller Personen an Bord, sie konnten aber wegen der Neigung des Schiffes infolge des Sinkens nicht alle zu Wasser gelassen werden. Infolge der chaotischen Zustände auf den Decks fielen zudem einige Rettungsboote ungesichert ins Wasser und liefen voll. Mehr als eine Stunde nach den beiden Treffern sank die Laconia um 23:23 Uhr. Mit der Versenkung des Truppentransporters hatte Hartenstein während seiner Feindfahrten insgesamt 100.000 BRT an gegnerischem Schiffsraum versenkt, was für U-Bootoffiziere als Verleihkriterium des Ritterkreuzes des Eisernen Kreuzes galt.

### Bergung der Schiffbrüchigen
Hartenstein, der Hilferufe auf Italienisch gehört hatte, begann sofort mit Rettungsmaßnahmen. So sehr die stark armierte, abgedunkelte und einen Zickzackkurs fahrende Laconia für Hartenstein ein legitimes Ziel war, so wenig war er zu Rettungsmaßnahmen verpflichtet. Nach zwei Stunden hatte U 156 neunzig Italiener an Bord genommen. Von den Überlebenden erfuhr er, dass sich verbündete Kriegsgefangene an Bord befunden hätten, von denen bereits Hunderte durch die Torpedos getötet worden waren, die das Schiff auf Höhe der Laderäume getroffen hatten. In den Laderäumen wurden die Italiener durch polnische Wachmannschaften bewacht und gewaltsam am Verlassen der Zellen gehindert, als das Schiff zu sinken begann. In der Folge gingen weitere mehrere hundert Italiener mit der Laconia unter, während sich einige durch Gewalt an Deck und ins Wasser retten konnten, wobei viele durch Bajonette von den Polen verwundet wurden.
Nach dem Untergang des Schiffes sendete Hartenstein einen verschlüsselten Funkspruch an den Befehlshaber der Unterseeboote, in dem er über die Situation informierte, insbesondere über die italienischen Kriegsgefangenen. Die Nachricht lautete:
„Versenkt von Hartenstein Brite ‚Laconia‘. Marinequadrat FF 7721 310 Grad. Leider mit 1500 italienischen Kriegsgefangenen. Bisher 90 gefischt. 157 cbm. 19 Aale, Passat 3, erbitte Befehle.“
(cbm. stand für die Menge des restlichen Treibstoffes, Aale für die verbliebenen Torpedos.)

Drei Stunden später schlug Hartenstein in einem weiteren Funkspruch der Seekriegsleitung die Neutralisierung der Unglücksstelle vor, was einen zeitlich und örtlich begrenzten Waffenstillstand bedeutet hätte. Als Hitler davon erfuhr, lehnte er dies brüsk ab; jedoch unterließ es Dönitz, Hartenstein davon in Kenntnis zu setzen, so dass dieser vermuten konnte, seinem Vorschlag sei stattgegeben worden.

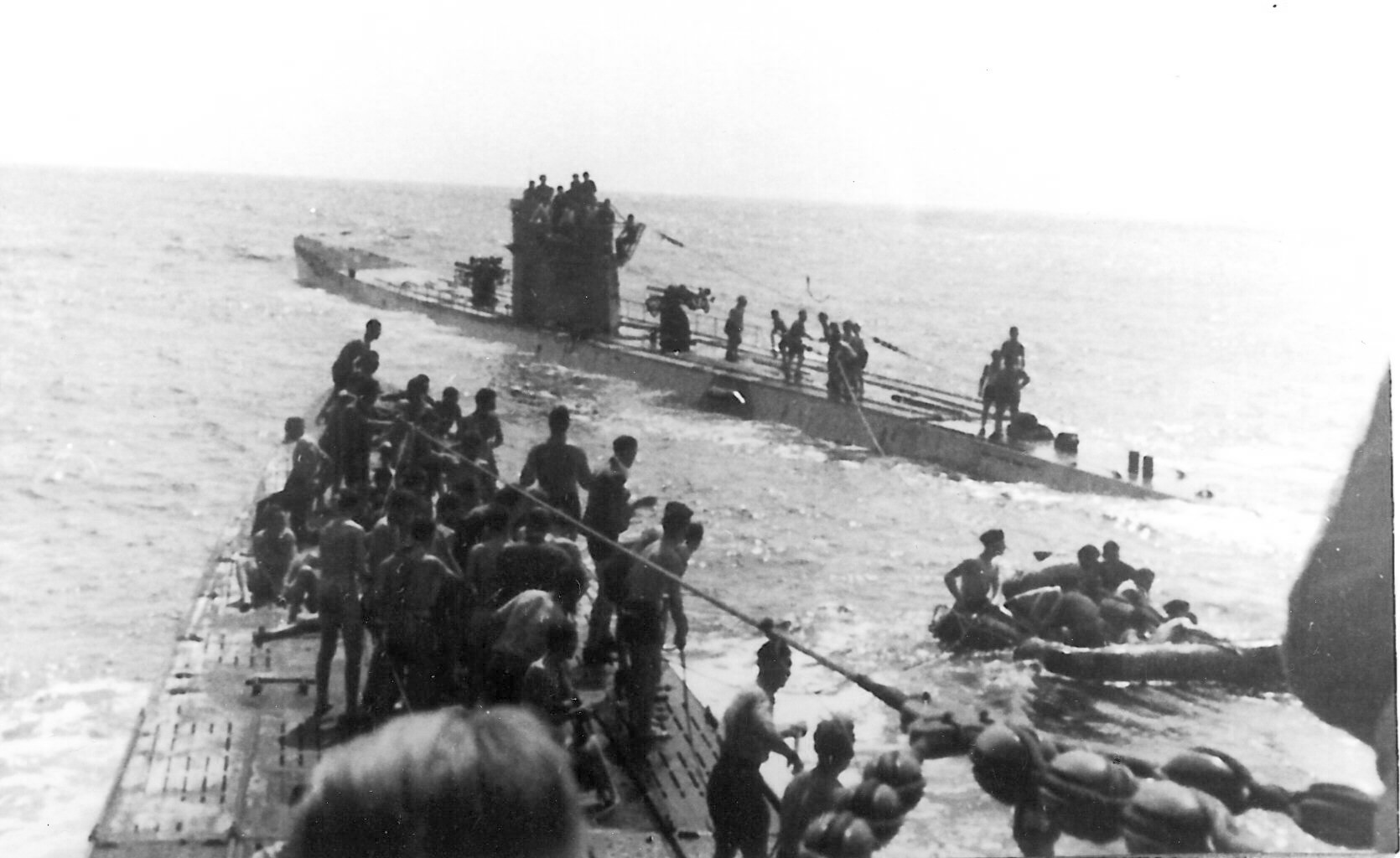
Im Vordergrund U 156, im Hintergrund U 507 bei der Rettung der Schiffbrüchigen

 Der BdU Dönitz beorderte umgehend zwei andere U-Boote zur Untergangsstelle. Bald befanden sich auf und unter Deck von U 156 fast 200 Überlebende, einschließlich fünf Frauen, weitere 200 Personen waren an Bord von vier Rettungsbooten im Schlepp. Um 6 Uhr sandte Hartenstein eine unverschlüsselte Nachricht auf Englisch an alle, die sich in der Gegend auf See befanden, in der er seine Position angab und Hilfe anforderte und versprach, nicht anzugreifen. Die Nachricht lautete:
“If any ship will assist the ship-wrecked ‘Laconia’ crew, I will not attack her providing I am not being attacked by ship or air forces. I picked up 193 men. 4, 52 South, 11, 26 West. – German submarine.”
(Wenn ein Schiff der havarierten Laconia-Besatzung helfen will, werde ich nicht angreifen, solange ich nicht von Schiffen oder aus der Luft angegriffen werde. Ich habe 193 Menschen aufgenommen. Geographische Lage – Deutsches Unterseeboot)
U 156 wurde aus der U-Bootgruppe Eisbär, die ihren Weg nach Kapstadt fortsetzte, herausgezogen und blieb während der nächsten zweieinhalb Tage an derselben Stelle an der Wasseroberfläche. Um 11.30 Uhr am 15. September stießen U 506, Kapitänleutnant Erich Würdemann, und einige Stunden später U 507, Korvettenkapitän Harro Schacht, sowie das italienische U-Boot Cappellini dazu. Die vier U-Boote mit Rettungsbooten in Schlepp und hunderten Überlebenden an Deck fuhren in Richtung der afrikanischen Küste zu einem Treffen mit Kriegsschiffen der französischen Vichy-Flotte, die von Senegal und Dahomey gestartet waren. Beide eingetroffenen deutschen Boote nahmen sowohl Schiffbrüchige an Bord, als auch Rettungsboote in Schlepp und meldeten dann den Vollzug der Rettungsmaßnahmen an Dönitz. Während Würdemann nur die Anzahl der bei ihm an Bord und in seinem Schlepp befindlichen Schiffbrüchigen meldete und darauf verzichtete, deren Nationalitäten zu nennen, berichtete Schacht seinem Befehlshaber, dass er Boote mit 95 Briten und Polen im Schlepp habe. Dönitz befahl ihm daraufhin, die jeweiligen Taue zu kappen, während Würdemann keinen derartigen Befehl bekam.

### Angriff auf die U-Boote

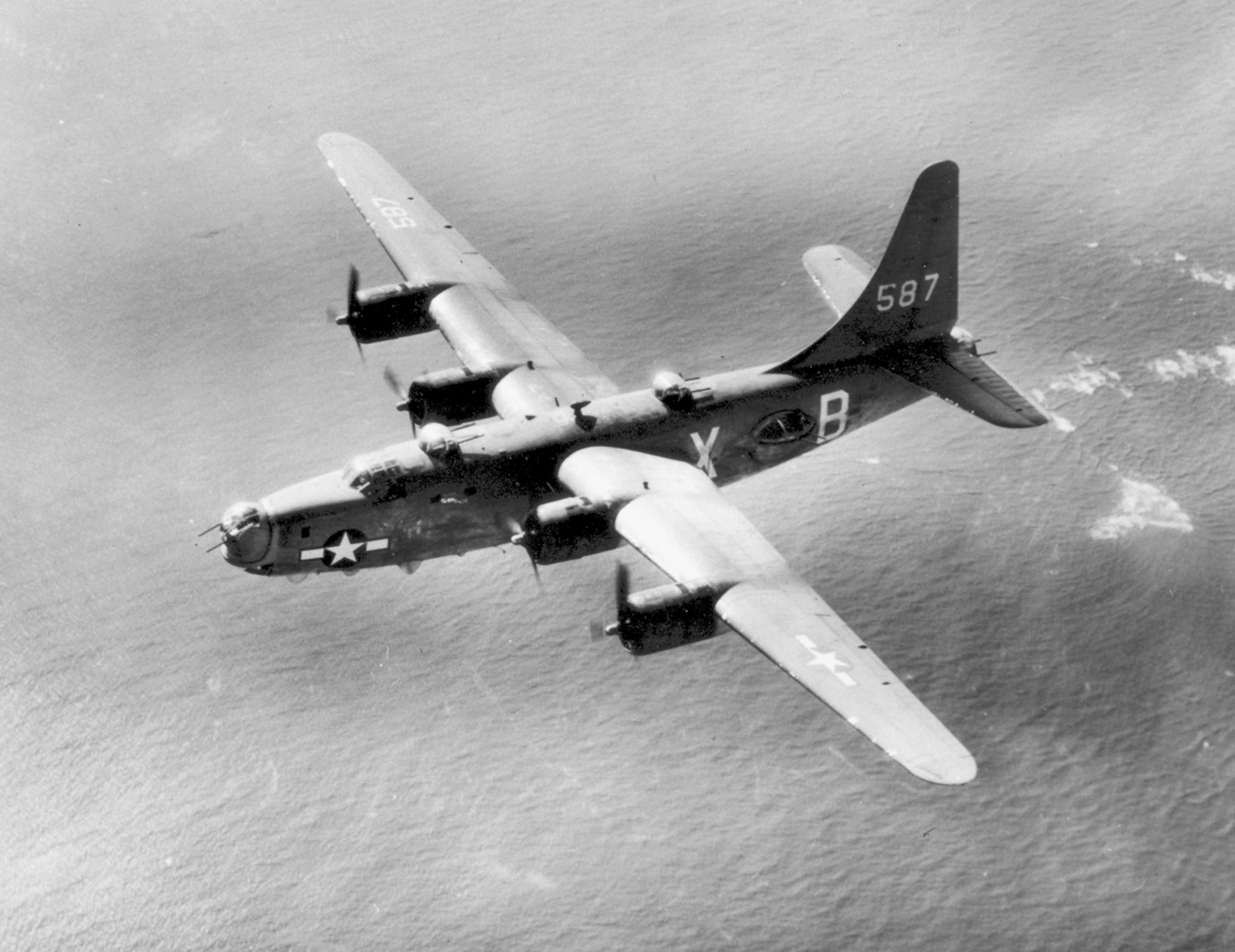
Consolidated PB4Y

Am Morgen des 16. September wurden die vier U-Boote mit Rot-Kreuz-Flaggen an Deck um 11:25 Uhr von einem US-amerikanischen Bomber des Typs Consolidated B-24 entdeckt. Hartenstein signalisierte dem Piloten, dass er Hilfe benötige. Lieutenant James D. Harden (United States Army Air Forces) drehte ab und teilte seinem Luftwaffenstützpunkt Wideawake Field auf der Insel Ascension die Situation mit. Nach den Regeln der damals gültigen Haager Konventionen waren Lazarettschiffe nur dann vor feindlichen Angriffen geschützt, wenn ihre Namen den Kriegsführenden bekannt gemacht worden waren, ihre Bordwände weiß mit einem Rotkreuz-Emblem gestrichen waren und sie nicht für andere Zwecke verwendet wurden. Voll einsatzfähige Kriegsschiffe mit aufgesteckten Rotkreuz-Fahnen fielen indessen nicht unter diesen Schutz. Der diensthabende Offizier, Captain Robert C. Richardson III, antwortete, da es den deutschen U-Booten seiner Vermutung nach in erster Linie um die Bergung der italienischen Kriegsgefangenen ging und die U-Boote darüber hinaus in den strategisch wichtigen Gewässern nahe Ascension operierten, mit dem Befehl „Sink sub“ (U-Boot versenken).
Harden flog zurück zur Szene der Rettungsversuche und griff um 12:32 Uhr mit Bomben an. Eins der Rettungsboote in Schlepp hinter U 156 wurde getroffen, eine andere Bombe beschädigte das U-Boot. Hartenstein kappte die Leinen zu den Rettungsbooten und wies die Überlebenden an Deck an, ins Wasser zu springen. Nachdem die Wassereinbrüche gestoppt waren, lief U 156 ab, um die Schäden zu reparieren. Mit FT (Funktelegramm) 0019/17 vom 17. September um 1:40 Uhr entließ der BdU Hartenstein aus der Rettungsaktion. Schacht und Würdemann meldeten die Lage und bekamen Befehl, ihre Boote alarmtauchklar zu halten. Während Dönitz mit seinem Stab noch über den Umfang und die Möglichkeiten notwendiger Rettungsmaßnahmen der U-Boote diskutierte, berichtete ein FT von Würdemann, dass auch er von einem Flugzeug angegriffen worden sei und nur dank guten Ausgucks mit 142 Schiffbrüchigen an Bord rechtzeitig alarmtauchen konnte. Erst nach Erreichen von 60 Metern Tiefe fielen die ersten Bomben.
Um 18 Uhr desselben Tages sendete die Führung ein FT an Schacht und Würdemann:
Keine Rot-Kreuz-Flagge zeigen, da
1. international nicht vorgesehen,
2. auf keinen Fall und am wenigsten beim Engländer Gewähr für Schonung bietet.
3. Nach Durchführung Abgabe Brennstoff, Proviant, Torpedobestand und Einsatzbereitschaft melden

Am Abend des 17. September ging das Laconia-FT heraus an die U-Boote (s. o.).

### Weiteres Schicksal von Opfern und Rettern
Die drei Boote und ihre Mannschaften überlebten den Krieg nicht:
- U 507 (Schacht) sank am 13. Januar 1943 in der Karibik durch Fliegerangriff.
- U 156 (Hartenstein) sank am 8. März 1943 bei Trinidad durch Fliegerangriff.
- U 506 (Würdemann) sank am 12. Juli 1943 westlich von Spanien durch Fliegerangriff.

Viele hundert Laconia-Überlebende ertranken, aber französische Schiffe konnten am selben Tag noch 310 Briten, 20 Polen und 163 Italiener von U 507 übernehmen. Insgesamt fielen etwa 1500 Passagiere der Torpedierung und anschließenden US-amerikanischen Bombardierung zum Opfer. Ein britischer Seemann, Tony Large, hielt vierzig Tage in einem offenen Rettungsboot aus, bevor er aufgenommen wurde. Auch nach dem Angriff des US-amerikanischen Bombers wurde die Rettungsaktion auf Befehl Dönitz' fortgesetzt. Insgesamt wurden dabei von 811 Briten etwa 800 und von 1.800 Italienern 450 gerettet.

### Rechtliche Aspekte des Laconia-Zwischenfalls
Der deutsche Historiker Gerd Naumann ordnete die befehls- und völkerrechtlichen Implikationen des Laconia-Zwischenfalls wie folgt ein:
- Der britische Gefangenentransport ohne vorherige Information des Internationalen Roten Kreuzes verstieß gegen das Kriegsvölkerrecht.
- Die Laconia war als bewaffneter Truppentransporter ein legitimes Ziel für die deutschen U-Boote.
- Die Rettungsaktion per se stand im Einklang mit der deutschen Seekriegsleitung. Mit der offenen Preisgabe des eigenen Standortes an die Alliierten verstieß Hartenstein jedoch gegen entsprechende Befehle, wenngleich Dönitz auch dies im Nachhinein billigte.
- Formalrechtlich nicht erlaubt war Hartenstein aber das Ausbreiten der Rot-Kreuz-Flagge, wenngleich ihm in der gegebenen Situation keine andere Möglichkeit zur Demonstration seiner friedlichen Absichten blieb. Jedenfalls konnte U 156 keineswegs den Status eines Lazarettschiffs gemäß des entsprechenden Abkommens vom 18. Oktober 1907 für sich beanspruchen.
- Infolgedessen war, formalrechtlich gesehen, U 156 ein legitimes Ziel für die amerikanische Luftwaffe.

Zu einer anderen Bewertung kam die amerikanische Seekriegsakademie, das Naval War College, in einer 1993 veröffentlichten Studie zum Internationalen Recht. Nach deren Ergebnis war das Zeigen der Rotkreuzflagge ohne Führen einer anderen Flagge (insbesondere der Reichskriegsflagge) im Zusammenhang mit der Gesamtsituation einschließlich der deutscherseits eingehaltenen Waffenruhe hinreichend, dass die Rettungszone als neutralisiert gelten konnte. In diesem Zusammenhang zitiert die Studie den offiziellen Historiker der britischen Royal Navy, Captain Stephen W. Roskill, der den Bombenangriff als „durch nichts zu rechtfertigen und schwerlich zu begründen“ brandmarkt. Sowohl Anordnung als auch Ausführung des Angriffs, so heißt es in der Studie weiter, seien prima facie als Kriegsverbrechen zu bewerten, und das Verhalten des Flugzeugführers sei absolut unverzeihlich („entirely inexcusable“). Der Umstand, dass kein Kriegsgerichtsverfahren gegen die Verantwortlichen wegen Verstoßes gegen den amerikanischen militärischen Verhaltenskodex („Articles of War“) eingeleitet worden sei, werfe ein schlechtes Licht auf die zuständigen Kommandostrukturen. Insbesondere betonen die amerikanischen Autoren, dass Hartensteins Rettungsversuch, der beispielhaft für die „höchsten humanitären Traditionen“ („highest humanitarian traditions“) gewesen sei, der zentralen Zielsetzung („central objective“) des Kriegsvölkerrechts, unnötige Opfer zu vermeiden, exakt entsprochen habe. Der aus dem Verhalten der Amerikaner resultierende Laconia-Befehl sei eine zwangsläufige Konsequenz gewesen, die damit auch die Verantwortung trügen für die zahllosen Menschenleben, die er gekostet habe.

## Juristische Beurteilung im Nürnberger Kriegsverbrecherprozess

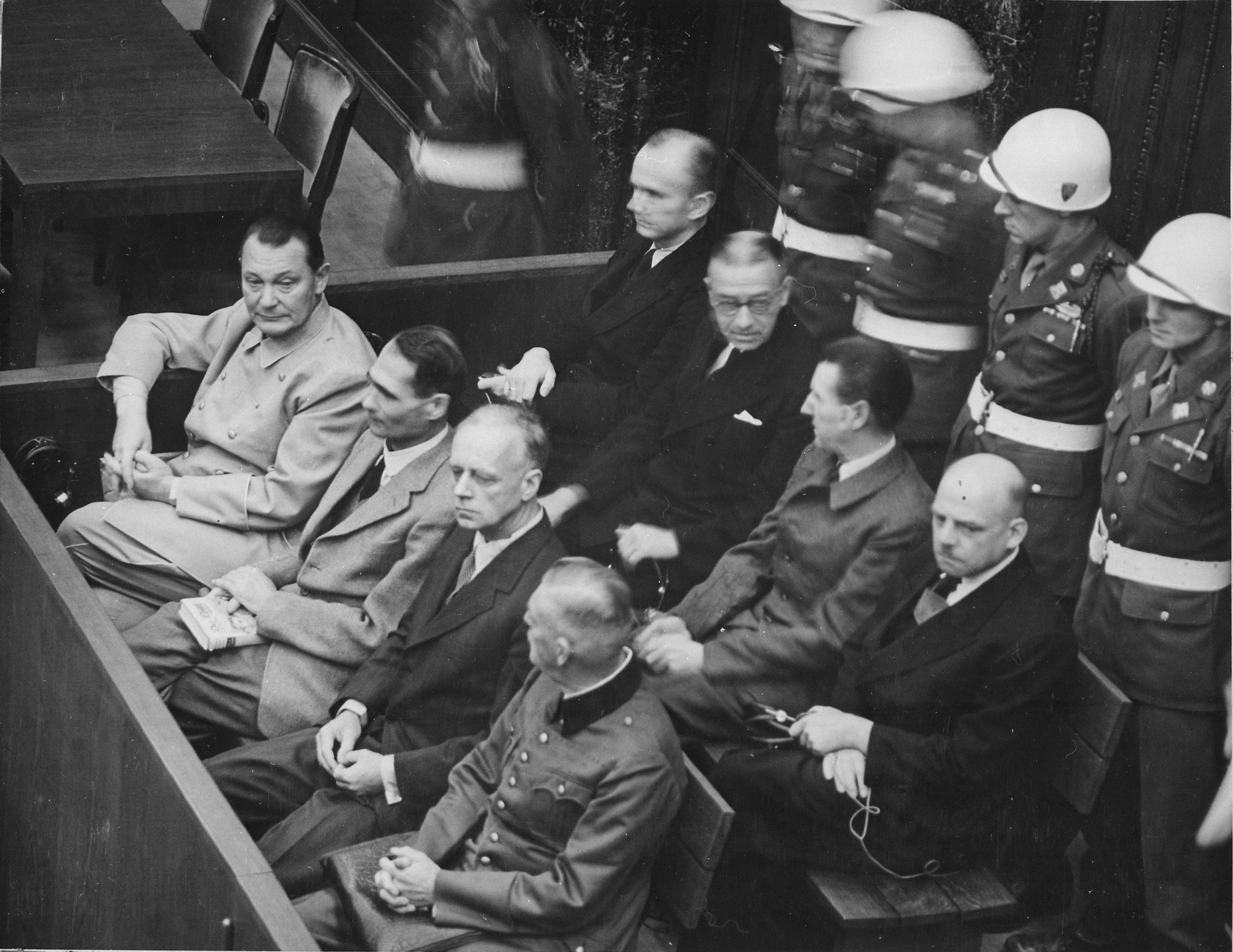
Dönitz (2. Reihe, links) auf der Anklagebank des Nürnberger Prozesses

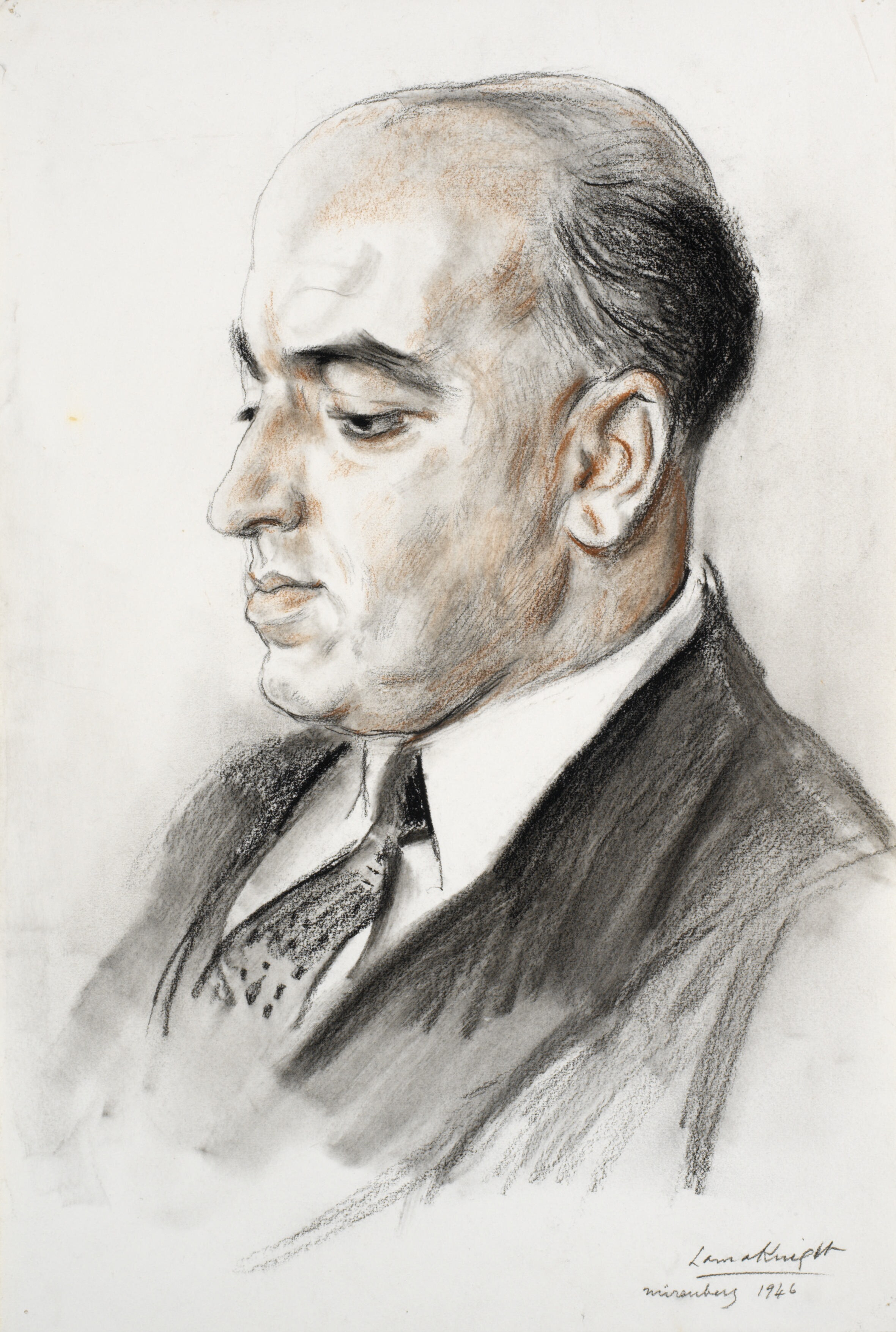
David Maxwell Fyfe, Ankläger in Nürnberg

Im Nürnberger Prozess gegen die Hauptkriegsverbrecher wurde Dönitz auch wegen des Laconia-Befehls angeklagt. Auf Basis der uneindeutigen Wortwahl gingen die britischen Ankläger davon aus, die Anweisung habe implizit gefordert, Besatzung und Passagiere versenkter Schiffe nicht nur nicht zu retten, sondern die Überlebenden vorsätzlich zu töten.
Der britische Hauptankläger David Maxwell Fyfe stützte auf diese Interpretation des Laconia-Befehls hauptsächlich den dritten Anklagepunkt, der Dönitz zur Last gelegt wurde: Kriegsverbrechen. Zur Unterstützung seiner Argumentation führte Fyfe den ehemaligen Kommandeur der 5. U-Flottille Karl-Heinz Moehle als Zeugen an, der die implizite Tötungsanweisung des Befehls bekräftigte. Als Moehle während seiner Verhaftung mit dem Laconia-Befehl konfrontiert worden war, den er als Kommandeur der größten Ausbildungs- und Durchgangsflottille allen auslaufenden Kommandanten, die ihre Ausbildungsfahrten in der Ostsee abgeschlossen hatten, übermittelt habe, bestritt er dies. Moehle gab in diesem Zusammenhang an, stattdessen bewusst auf die Weitergabe des Befehls verzichtet zu haben, da er ihn als versteckte Anordnung zur Ermordung Schiffbrüchiger verstanden habe und dies auch mehrfach von Dönitz selbst in diesem Sinne angedeutet worden sei. Diese Aussage gab Moehle am 21. Juli 1945 eidesstattlich zu Protokoll. Zudem stützte sich Fyfe auf einen weiteren Zeugen, Leutnant zur See Josef Heisig, der im Jahr 1944 als Wachoffizier von U 877 in kanadische Kriegsgefangenschaft geraten war. Heisig war mit August Hoffmann befreundet, Wachoffizier von U 852, der sich im Rahmen des Eck-Prozesses wegen der vorsätzlichen Tötung Schiffbrüchiger zu verantworten hatte. Heisig sagte aus, Dönitz habe im Oktober 1942 vor einer Gruppe von Offiziersanwärtern, zu denen er und Hoffmann gehörten, das Töten Schiffbrüchiger als wünschenswert bezeichnet.
Es gelang Dönitz' Verteidiger Otto Kranzbühler, die Glaubwürdigkeit, bzw. die Intentionen von Fyfes Zeugen gegenüber den Richtern zu erschüttern. Moehle habe sich selbst vom Weitergeben des Befehls freisprechen wollen und Heisig habe es darauf angelegt, seinen Freund Hoffmann vor der Erschießung zu retten. Zudem legte Kranzbühler die eidesstattlichen Erklärungen von 67 U-Bootkommandanten vor, die angaben, den Laconia-Befehl nicht als implizite Tötungsanweisung angesehen zu haben.
Dönitz wurde in diesem Punkt für nicht schuldig befunden.